# Vielle-Aure
 Vielle-Aure  es una población y comuna francesa, situada en la región de Mediodía-Pirineos, departamento de Altos Pirineos, en el distrito de Bagnères-de-Bigorre. Es el chef-lieu del cantón de Vielle-Aure, aunque Saint-Lary-Soulan la supera en población.

## Demografía
| 230 | 196 | 221 | 205 | 285 | 343 | 357 |
| Para los censos de 1962 a 1999 la población legal corresponde a la población sin duplicidades (Fuente: INSEE [Consultar]) |     |     |     |     |     |     |